# Debreceni Egyetem Egyetemi és Nemzeti Könyvtár
A Debreceni Egyetem Egyetemi és Nemzeti Könyvtár (DEENK) Magyarország nemzeti gyűjtőkörű nyilvános könyvtára. Feladata, hogy feltárja, megőrizze és használatra bocsássa a magyarországi kiadványok gyűjteményét, valamint kielégítse az egyetemi oktatási és kutatási tevékenység során felmerülő igényeket.

## Története
Az egyetemi könyvtár 1914-ben alakult, egy időben az egyetemmel és 1918-ban nyílt meg a nagyközönség számára valamint 1932 óta található meg jelenlegi helyén. Az épület Korb Flóris tervei alapján neobarokk stílusban épült.
A könyvtár állománya először ajándékozások, hagyatékok és megszűnő intézmények anyaga révén bővült. A könyvtári dolgozók elszántságát tükrözi, hogy 1944-ben is csak két napra zárt be a könyvtár, bár az évi kölcsönzések száma csak 54 volt.
A könyvtár Kovács Máté igazgatósága alatt élte fénykorát, munkásságának köszönhetően 1952-ben második teljes körű kötelespéldány-gyűjtőhellyé válhatott.
Az évek során a periodika gyűjtemény olyan nagy lett, hogy helyhiány miatt 1987-ben az egyetem területén található templomépületben alakítottak ki raktárt számára, azt azonban az egyház később visszakövetelte, így a probléma ismét megoldásra várt.
A helyhiány kiküszöbölésére a könyvtár 2002-ben a Társadalomtudományi, 2005-ben pedig az Élettudományi Könyvtár épületével bővült.
2001. január 1-től a debreceni felsőoktatási intézményeket integrálták. Ekkor lett a Kossuth Lajos Tudományegyetemből Debreceni Egyetem és az elődintézmények könyvtárai is egységes vezetés és szerkezet alatt működhettek tovább Debreceni Egyetem Egyetemi és Nemzeti Könyvtár néven, az egyetem rektorának közvetlenül alárendelt központi szervezetként. A könyvtár korábbi neve Kossuth Lajos Tudományegyetem Egyetemi és Nemzeti Könyvtár volt, mely jelenleg a Corvina integrált könyvtári rendszert használja.
Az Országos Dokumentumellátási Rendszer nyilvántartó központja, fogadja és tárolja más könyvtárak adatait, valamint teljes gyűjteménye elérhető könyvtárközi kölcsönzés keretében. Részt vett a MOKKA (Magyar Országos Közös Katalogizálási Egyesület) munkálataiban. Az 1997. évi CXL. törvény megerősítette nemzeti könyvtári jellegét.

## Állománya, gyűjteményei
1918-ban 10 000 kötettel nyílt meg, ma a DEENK állománya meghaladja a 6 millió könyvtári egységet. A nyomtatott periodika címek száma több mint hatezer, ebből 1600 külföldi folyóiratot rendelnek. A hagyományos dokumentumokon kívül az elektronikus formában elérthető folyóiratok száma közel 15 000. Közel 100 000 nyomtatott zenei kotta, hangdokumentumok - kb. 30 000 -, képdokumentumok kb. 2800 -, kartográfiai anyagok és más dokumentumtípusok várják a látogatókat.
A DEENK állományának két törzse a nemzeti kötelespéldány gyűjtemény, valamint az Egyetem oktató-, kutató- és gyógyító munkáját szolgáló tudományos gyűjtemény. Ezt a törzsanyagot hét szakgyűjteménybe (agrártudományi, bölcsészet- és természettudományi, élettudományi, műszaki, pedagógiai, társadalomtudományi, zeneművészeti) rendezték.
Gyűjteményei: Agrártudományi Gyűjtemény, Ausztria-gyűjtemény, Bölcsészettudományi és Természettudományi Gyűjtemény, Digitális Könyvtár, Élettudományi Gyűjtemény, Európai Dokumentációs Központ, Hagyatéki gyűjtemények, Időszaki kiadványok Tára, Kézirattár, Kner Nyomdászattörténeti Gyűjtemény, Magyar Építőipari Katalógus (MÉK), Médiatár, Műszaki Gyűjtemény, Műszaki Kari Jegyzetek Gyűjteménye, Pedagógiai Gyűjtemény, Plakáttár, Régi és Ritka Könyvek Gyűjteménye, Szabadalom- és Szabványtár, Társadalomtudományi Gyűjtemény, Termékinformációs Dokumentumtár (TER), Tervezési Segédletek (TS).
Hét tudományos könyvtárból áll, melyek közül a Bölcsészettudományi és Természettudományi Könyvtár, az Böszörményi úti Campus Könyvtár (volt Agrártudományi Könyvtár), az Élettudományi Könyvtár, a Műszaki Könyvtár, a Kassai úti Campus Könyvtár (volt Társadalomtudományi Könyvtár) és a Zeneművészeti Könyvtár Debrecenben, a Pedagógiai Könyvtár mely régen a Gyermeknevelési és Felnőttképzési Kari Könyvtár nevet viselte, Hajdúböszörményben található.

## Vezetői

### Megbízott igazgatók[5]

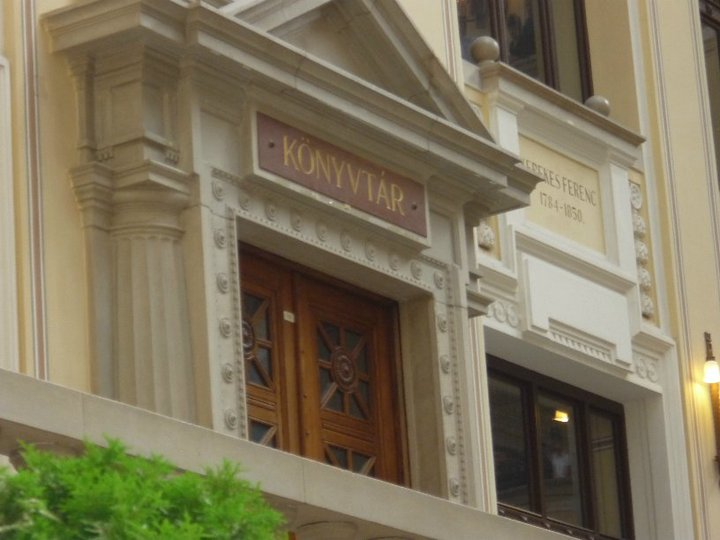
A Debreceni Egyetem Egyetemi és Nemzeti Könyvtár Igazgatóságának bejárata

- Csige Varga Antal (mb) - 1916.III.16. – 1920. V. 1.
- Szabó György (helyettes mb) – 1920. I. 1. – 1920. II. 11.
- Szabó György (helyettes mb) – 1920. IV. 26. – 1922. II. 1.
- Tankó Béla ny. r. tanár (mb) – 1922.II. 1. – 1922. II. 28.
- Szentpétery Imre ny. r. tanár (mb) 1922. II. 28. – 1923. XII. 31.
- Pápay József ny. r. tanár (mb) – 1924. I. 1. – 1924. VI. 18.
- Szabó György (helyettes mb) – 1924. VI. 18. – 1925. I. 17.
- Medveczky Károly (mb) – 1925. I. 17. – 1929.I.4.
- Nyireő István (mb) – 1929. I. 4. – 1932. II. 10.
- Medveczky Károly (helyettes mb) – 1929. I. 4. - 1929. IV. 4.
- Nyireő István (mb) – 1932. II. 10. – 1944. IX. 27. (1945. VIII. 14. ) /Nyireő István hivatalosan 1945. aug. 14-ig /felmentéséig/ volt könyvtárigazgató, gyakorlatilag Debrecenből való távozásáig, 1944. szept. 27-ig vezette a könyvtárat/
- Szabó György (helyettes mb) – 1944. IX. 27. – 1945. III. 26.
- Kondor Imre (mb) – 1945. III. 26. – 1946. III. 28.
- Kondor Imre – 1946. III. 28. – 1947. IX. 10.
- Hankiss János (mb) - 1947. II. 8. – 1947. IV. 21.
- Csűry István (mb) – 1947. V. 31. – 1949. IV. 21.
- Csűry István (mb) – 1956. X. 2. – 1956. XI. 31.

### Igazgatók
- Kovács Máté – 1949. IV. 21. – 1956. X. 1.
- Csűry István - 1956. nov. – 1980. dec.
- Gomba Szabolcsné - 1980–1995
- Lévay Botondné - 1995–2001
- Virágos Márta - 2002-2013
- Karácsony Gyöngyi - 2013-